# 黒旗軍

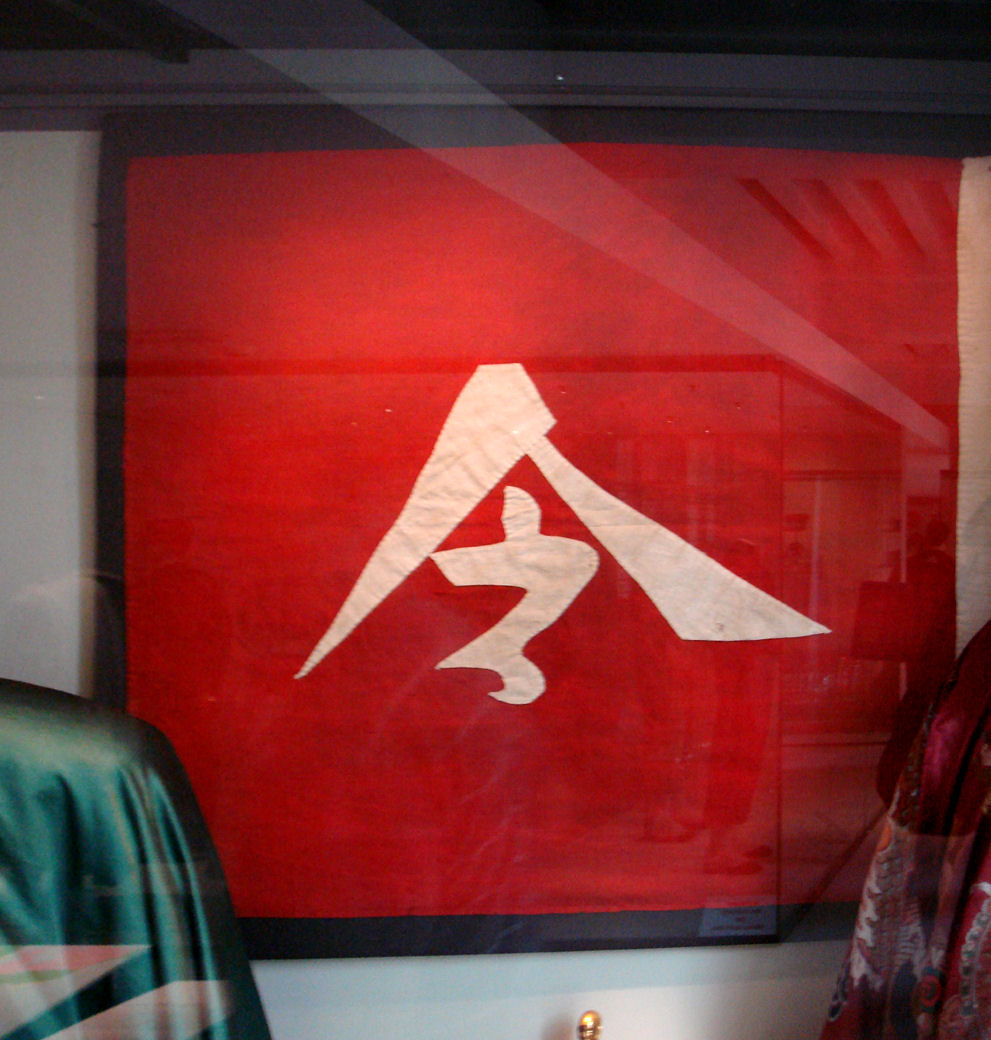
黒旗軍の軍旗（1885年にホアモクの戦いにて鹵獲され現在パリのフランス軍事博物館所蔵）

黒旗軍（こっきぐん、中国語：黑旗軍、ベトナム語：Quân cờ đen）は、19世紀末に清朝広西地方で創設された武装組織。
主にチワン族の兵士から構成され、1865年に阮朝ベトナム時代のトンキンに進出した。その後、阮朝軍に参加し対仏戦争に参戦、その後紅河デルタにとどまらず様々な地域での武力闘争で活動した。黒旗を好んで使用した指揮官劉永福で知られる。フランスと清の間で締結された1885年の天津条約によって公式には解散させられたが、その後も残党はフランス植民地主義に対するゲリラ活動を続けた。

## 名称の由来
初期に黒地に7つの星、北斗七星をデザインした軍旗を用いていたことからこの名が付けられた。

## 沿革

### 活動初期
主要な軍事行動は清朝統治に反対する武装闘争である。
- 1857年 かつて太平天国の乱に参加していた客家の劉永福が兵200人を率いて、広西省の黃思宏に率いられていたより大きな三合会に参加した。
- 1864年 8月に天京(現在の南京)で太平天国が崩壊。
- 1865年 清朝による太平天国の残党狩りに追いつめられ、劉永福の黒旗軍はトンキン（現在のハノイ周辺）に脱出した。
- 1867年 保勝（現在のベトナム・ラオカイ省バオタン県）で清軍を破った。

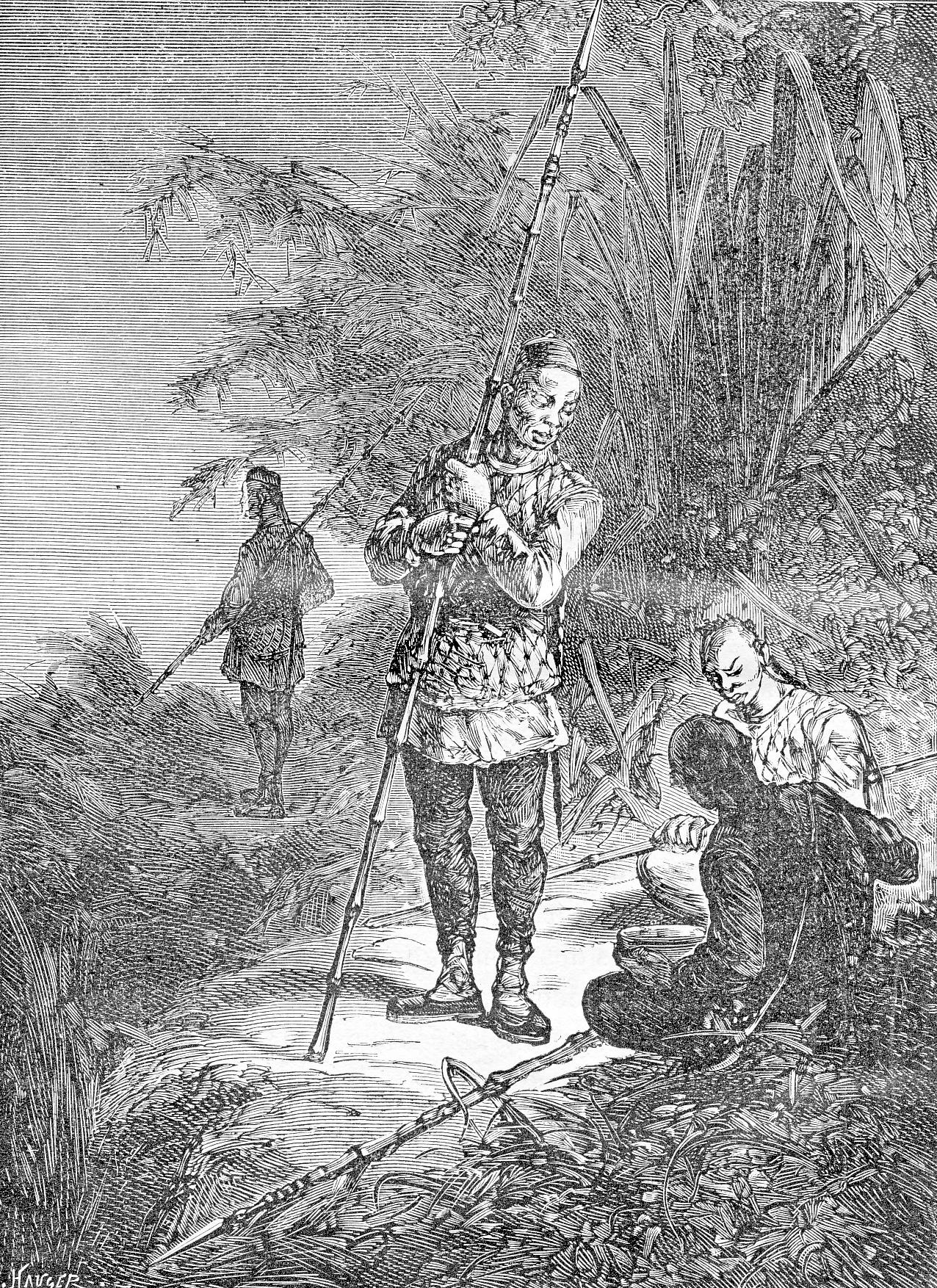
黒旗軍兵士（1873年）

### 活動中期
主要な軍事行動はフランス軍に対する武装闘争である。
- 1873年 阮朝ベトナムがトンキンに侵攻したフランシス・ガルニエを撃退する為に黒旗軍に参加を要請。
- 1883年 - 1884年 清仏戦争に先駆けて宣戦布告も無しにフランス軍が再びトンキンに侵攻（トンキン戦争（英語版））してきた為、黒旗軍が応戦し、アンリ・リビエール（英語版）を殺害した。
  - カウザイの戦い
  - フーホアイの戦い（英語版）
  - パランの戦い（英語版）
  - ソンタイの戦い（英語版）
  - バクニンの戦い（英語版）
  - フンホア陥落（英語版）
  - トゥエンクアン陥落（英語版）

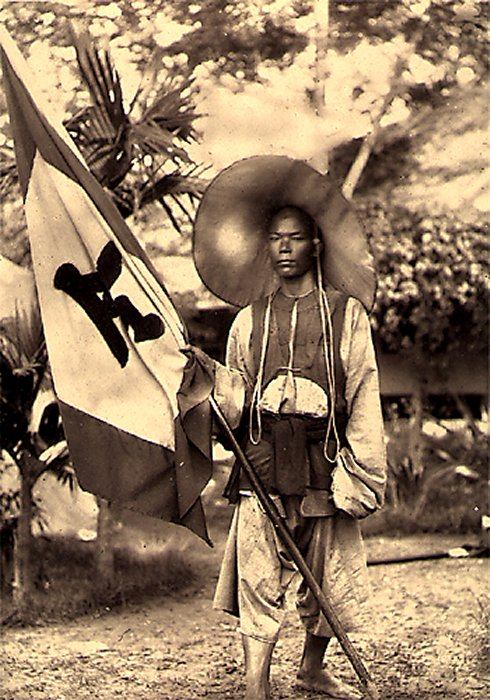
黒旗軍兵士（1885年）

- 1884年 - 1885年 清仏戦争ではベトナムに進出したフランス軍を破り、指揮官の劉永福はベトナム国王より三宣副提督の職に任じられた。
  - トゥエンクアン包囲戦（英語版）
  - ユオクの戦い（英語版）
  - ホアモクの戦い（英語版）
  - フーランタオの戦い（英語版）
- 1887年 黒旗軍がルアンパバーン王国に侵攻（ホー戦争（英語版））。
- 清朝に凱旋した劉永福は黒旗軍の解散を命じられた。

### 活動後期
主要な軍事行動は日本軍に対する武装闘争である。
- 1894年 - 1895年 日清戦争では再度黒旗軍が編成され、劉永福の指揮下、台湾民主国軍となった。日本軍の攻撃を受け、黒旗軍は多くの戦死者を出して崩壊した。
  - 乙未戦争